# Tsuyoshi Shinchu
Tsuyoshi Shinchu (新中 剛史 Shinchu Tsuyoshi?), född 28 november 1986 i Kagoshima prefektur, är en japansk fotbollsspelare.
Shinchu började sin karriär 2009 i Fagiano Okayama. 2009 blev han utlånad till Matsumoto Yamaga FC. Han gick tillbaka till Fagiano Okayama 2010. 2014 flyttade han till Kagoshima United FC. Han avslutade karriären 2016.